# Bletchley Park Múzeum
A Bletchley Park az angliai Buckinghamshire-ben lévő Bletchley városban található épületegyüttes, amely egy szépen gondozott parkban helyezkedik el, 1993 óta ez a Bletchley Park Múzeum, gazdag gyűjteménnyel a második világháború alatti titkos háború relikviáiból. A második világháború alatt a Blechley Parkban volt az Egyesült Királyság fő kódfejtő és rejtjel-desifrírozó („rejtjel-visszafejtő”) intézménye, a Kormány Kommunikációs Főhadiszállása – A Kormányzati Kód és Rejtjel Iskola (Government Code and Cypher School), ahol a tengelyhatalmakhoz tartozó több ország rejtjelezési és kódrendszerét megfejtették, amelyek közül a legfontosabbak az Enigma és a Lorenz rejtjelező készülék által generált titkos kódok voltak. Ugyancsak itt volt az „X Állomás”, egy titkos rádióüzenet-lehallgató rádióállomás.
Az a magas szintű hírszerző tevékenység, amit az Ultra fedőnevű kódfejtő rendszerrel az Bletchley Park-ban végeztek, kritikus fontosságú segítséget nyújtott a Szövetségesek háborús erőfeszítéseihez. Harry Hinsley – a Bletchley egyik veteránja – és a második világháború alatti brit hírszerzés hivatalos történésze szerint, az Ultra tevékenységének köszönhetően a háború mintegy kettő-négy évvel lett rövidebb, valamint, hogy az Ultra nélkül a háború kimenetele is kétséges lehetett volna.
Jelenleg az intézmény nagy részét a Bletchley Park Alapítvány Tanácsa vezeti és ellenőrzi. A Nemzeti Számítástechnikai Múzeum egy független önkéntes intézmény, amely az alapítvány Tanácsától bérel helyet a számítógépek történetét bemutató gyűjteménynek. A múzeumot a Kódok és Kódolók/Kódtörők Örökségének Alapítványa tarja fenn, amely függetlenként bejegyzett egylet. A múzeum nyilvános a látogatók számára. Nem kap állami vagy regionális támogatást, vagy bármilyen könnyítést a látogatók száma után. A Bletchley Park Tudományos és Innovációs központja (Bletchley Park Science Science and Innovation Center, BPSIC) a korábbi kódtörők átrendezett épületeiben rendezkedett be. Ezen a részen vannak a Nemzeti Kódközpont épületei is. A főépület az alapfunkciók ellátása mellett rendezvények lebonyolítására is jogosult. Ezeknek a bevétele hozzájárul azon költségek fedezéséhez, amelyekből az alapítvány fenntartja az intézményt. 1967 óta a Bletchley Park Milton Keynes város része.

## Történetének kezdete

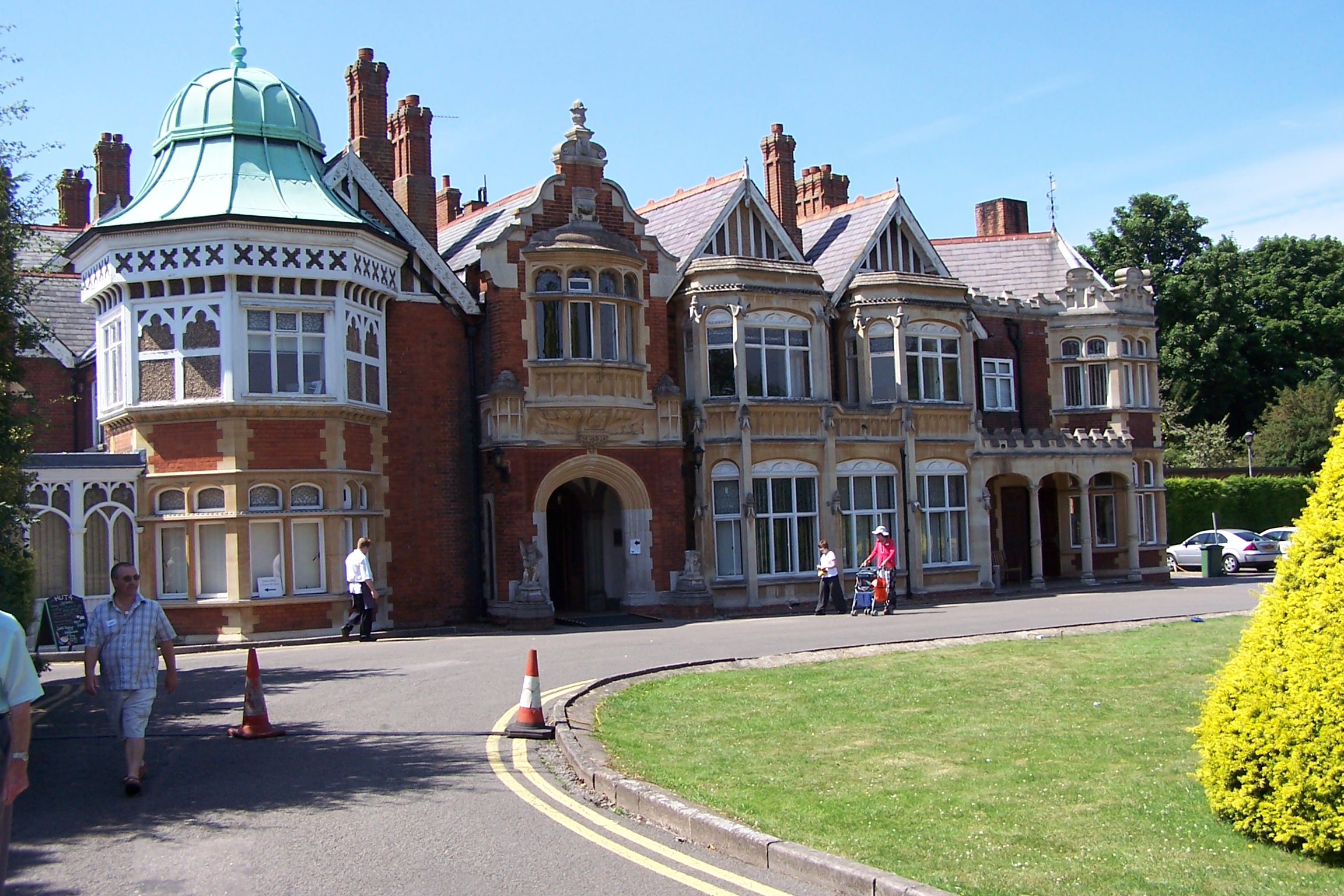
A Bletchley Park Múzeum főépülete

A Bletchley Park birtok területei korábban az eatoni birtokhoz tartoztak, amelyet 1086-ban vettek fel a Domesday Bookba. Brown Willis 1711-ben épített egy udvarházat, de azt Thomas Harrison, aki 1793-ban szerezte meg a birtokot, lebontatta. A birtokot Samuel Lipscomb Seckham tulajdonaként nevezték Bletchley Parknak, aki azt 1877-ben szerezte meg. A birtokot 1883. június 4-én eladták Sir Herbert Samuel Leonnak (1850–1926), egy pénzembernek, aki a Liberális Párt parlamenti képviselője volt. Leon kibővítette a már meglévő vidéki udvarházat a jelenlegi kastéllyá. Építészeti stílusa viktoriánus gótika, a tudor újraélesztett építészeti stílus és a holland barokk keveréke, és sok ironikus megjegyzés tárgya volt azok részéről, akik ott dolgoztak vagy odalátogattak a második világháború alatt. A Leon-féle birtok 581 hektáron terült el, amelyből maga a Bletchley Park mintegy 55 hektár területet foglalt el. 1938-ban a birtokot eladták egy építésznek, aki le akarta bontani az épületet és a területet lakóépületekkel kívánta beépíteni. Mielőtt a bontásra sor került volna, Sir Hugh Sinclair tengernagy (A Tengerészeti Felderítés parancsnoka és az MI6 főnöke) megvette a birtokot. Hogy igazi céljukat leplezzék, az első kormányzati látogatók "Ridley kapitány vadászkompániájaként/vadász vendégeiként" mutatkoztak be.

## Második világháború alatti szerepe

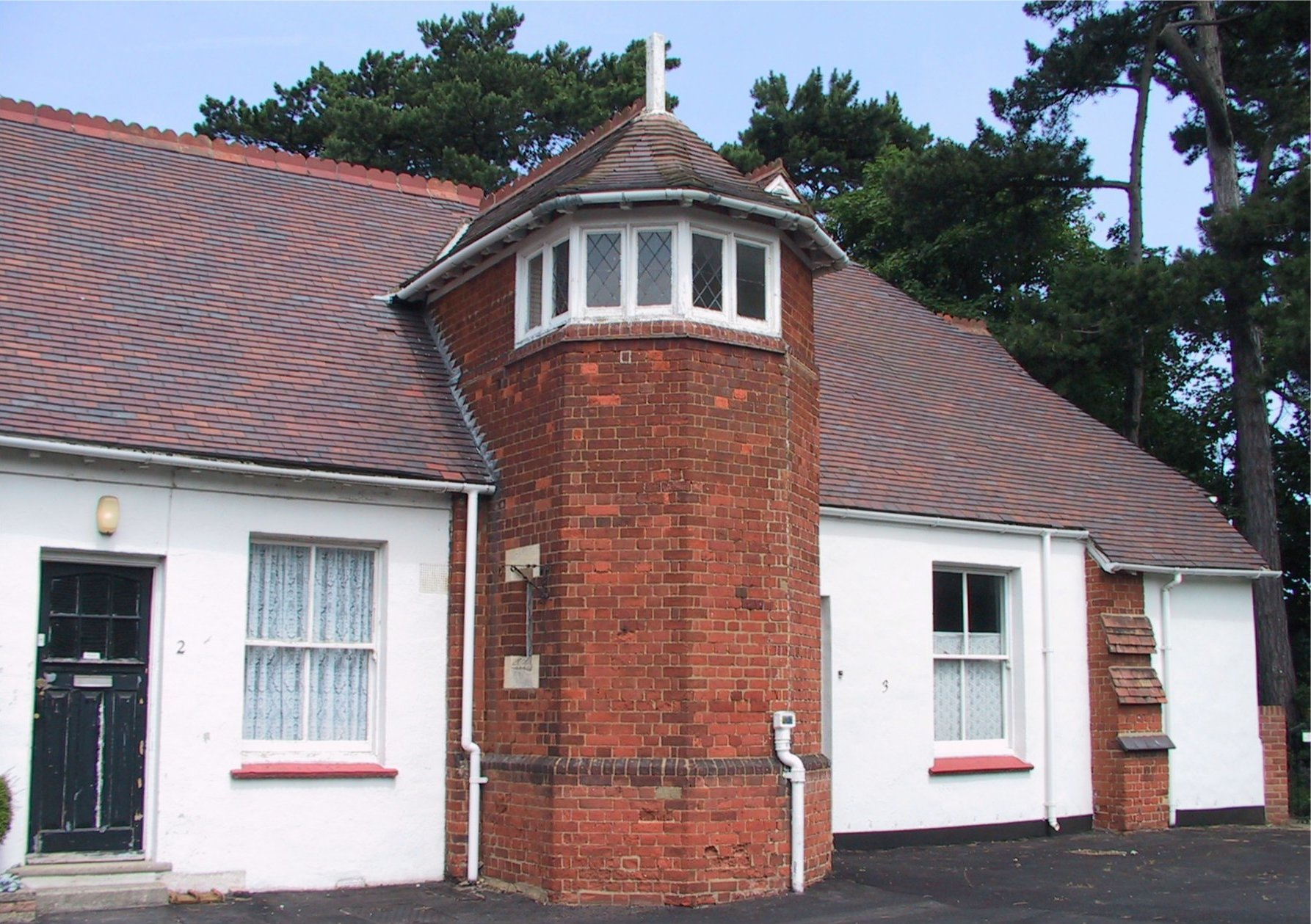
Az udvar gazdasági épületeit átalakították az aktuális célokra

Az udvar korábbi takarmányraktárait és állat-takarmányozó épületeit átalakították az aktuális célokra. Az Enigmán végzett kezdeti munkákat itt végezték Dilly Knox, John Jeffreys és Alan Turing. A Kormány Kódoló és Kódfejtő Iskolájának (GC&CS) első csoportja 1939 augusztus 15-én érkezett a Bletchley Parkba. A GC&CS alapszemélyzete, amely magába foglalta Tengerészeti, Szárazföldi és Légi részlegeket, a földszinten helyezkedett el, telefon-összeköttetéssel, távíróegységgel, egy konyhával és egy ebédlővel. A felső emeleten kapott helyet a MI6. Az előregyártott faházak még építés alatt álltak, így az egész „vadásztársaság”, a meglévő fő- és melléképületekben zsúfolódott össze. A helyiségek túl szűkösnek bizonyultak, ezért az Elmer iskolát, egy szomszédos bennlakásos fiúiskolát vettek igénybe az Üzleti és Kereskedelmi részleg elhelyezésére. Mindkét német elektro-mechanikus rejtjelező (tárcsás készülék), amelyeknek az üzeneteit megfejtették a Bletchley Parkban, azaz az Enigma és a Lorenz kódkészülék, lényegében feltörhetetlen volt, ha azokat helyesen használták. 
A rossz operátori eljárások és a hanyag kezelői magatartás hozzájárult ahhoz, hogy a GC&CS kódelemzői megfejtésükre mégis rájöttek. A kódfejtők által Bletchley-ben végzett felderítő munka az "Ultra" kódnevet kapta. Ez a tevékenység nagyban hozzájárult a Szövetségesek sikeréhez a tengeralattjáró-elhárításhoz az Atlanti Csata idején, valamint a Brit tengeri győzelmekhez a Ténaro-foki (ez a Peloponnészoszi-félsziget délnyugati csücske; a csatát 1941. március 27–29-én vívták) és az Északi-foki (ez az európai szárazföld legészakibb része Norvégiában, csak a Spitzbergák választják el az Északi-sarktól; a csatára 1943 december 26-án került sor. A Kriegsmarine ebben elvesztette a Scharnhorst csatacirkálót. Churcill úgy jellemezte a Bletchley személyi állományát, hogy "olyan arany tojást tojó libák voltak, akik sohasem gágogtak". Amikor az Egyesült Államok belépett a háborúba, Churchill és 
Roosevelt megegyeztek a közös lehetőségek kihasználásában. 
Nagyszámú amerikai kriptográfust küldtek a Bletchley Park-ba, akiket bevezettek majd integráltak az Ultra szervezetébe, és a 3-as barakkban kaptak helyet. 1943 májusától kezdve igen szoros együttműködés alakult ki a Brit és az Amerikai katonai felderítő szervezetek között. Ezzel ellentétben a Bletchley Park létezéséről és az ott elért kódfejtései eredményeket hivatalosan sohasem osztották meg a Szovjetunióval, amelynek a háborús erőfeszítéseit nagyban elősegítette volna a Keleti Fronton a német üzenetek keleti frontra vonatkozó rendszeres megfejtése. Ez nagyban tükrözte Churchill óvatosságát a titkosság betartásában, másrészt a kommunizmussal szembeni bizalmatlanságát és ellenségességét még olyan időszakban is, amikor a szövetség hasznos lehetett volna a náci veszéllyel szemben. (Amellett távolról sem volt felhőtlen a viszonya Roosevelttel sem.) 
Az egyetlen közvetlen ellenséges akció három, Bletchley Park-i vasútállomásra 1940. november 20-21-én ledobott bomba volt. Ezek egyike tönkretette a postai olvasórészleg bejáratát, belefúródva két lábnyira a 4-es barakktól (Tengerészeti Felderítési barakk). Mivel a barakkok téglaoszlopokon álltak, a munkások rögtön helyreállították, miközben bent folytatódott a munka.

## Toborzás
Alistair Denniston parancsnok a GC&CS vezetője volt attól kezdve, hogy azt az Admiralitás (40-es szoba; NID25) és a Hadügyi Hivatal MI1b 1919-ben megalakította, egészen 1942-ig. Azon a napon, amikor Anglia háborút üzent Németországnak azt írta a Külügyminisztériumnak (Foreign Office), hogy jó lenne a szervezethez „professzor típusú embereket” toborozni. A személyes kapcsolatok hálózatán keresztül kezdték a toborzást különösen a Cambridge-i, Oxfordi és Aberdeen-i egyetemeken. Lelkiismeretes és megbízható nőket is toboroztak a személyi állományba főleg adminisztratív és irodai feladatok ellátására a személyes kapcsolatrendszeren keresztül. Ezt a módszert tudós kezdők toborzásának nevezték.
A kódfejtőket különböző szellemi teljesítményeik alapján választották ki, lehettek pl. nyelvészek, kiváló sakkozók, keresztrejtvény specialisták, több nyelvet ismerők, vagy nagy matematikusok, mivel a GC&CS, azaz a „Golf, Sajt és Sakk Társaság” sajátos (és kissé különc) szellemi elitjéhez tartoztak". Egyszer pl. annak alapján választottak, hogy ki tudta 12 percen belül megoldani a Daily Telegraph keresztrejtvényét. A lapot felkérték a verseny megszervezésére, ami után minden sikeres részvevővel felvették a kapcsolatot és megkérték, hogy hajlandóak volnának-e hozzájárulni a háborús erőfeszítések egy sajátos módjához. Magát a versenyt F. H. W. Hawes (Dagenham, Essex) nyerte meg, akinek kevesebb mint nyolc perc elegendő volt a megoldáshoz.
A fegyveres erőktől és a civil szférából mintegy 9000 személy dolgozott a Bletchley Parkban a kódfejtési erőfeszítések tetőpontján 1945 januárjában, és több mint 12 000 fő (akiknek több mint 80%-a nő volt) a háború bizonyos időszakában. A viszonylag kevés férfi alkalmazott is csak részmunkaidőben dolgozott, jellemzően egy műszakot hetente (mint pl. a Főposta Hivatal alkalmazottai, akik a Morse-jelek, vagy a német nyelv szakértői voltak. Az ott dolgozó híres matematikusok és kódfejtők közül a legbefolyásosabb és legismertebb Alan Turing volt, akit széles körben a „Számítógépes Tudományok Atyja”-ként tisztelnek.

### Biztonság
Az ellenséges kódok feltörése nagyon sok bizonytalansággal is jár. A németek fokozatosan növelték az Enigma hálózat biztonságát, ami a GC&CS-től is további kódfejtő fejlesztéseket kívánt meg. Az egyik nagyobb akadályt a Német Haditengerészet által bevezetett, a tengeralattjárókkal való kommunikációra szolgáló négytárcsás (négyrotoros) Enigma bevezetése jelentette. Ez a változtatás átmenetileg megakadályozta ennek a hálózatnak a megfejtését/leolvasását 1942 februárja és decembere között. Még egy apró biztonsági intézkedés is a rejtjelezők részéről hónapokra vagy tartósan megakadályozhatta a kódfejtést. Tudva, hogy a tengelyhatalmak kódolóinak legkisebb gyanúja is, hogy kódjaikat feltörték, ilyen eredménnyel járhat, a Bletchley Park illetékesei rendkívüli figyelmet fordítottak a biztonságra. Az egész személyzetnek alá kellett írnia az 1939-es Hivatali Biztonsági törvényt (Official Secrets Act 1939), valamint kioktatták őket, hogy munkájukról sehol sem beszélhetnek részlegük közvetlen belső tagjainak kivételével. 1942 májusában egy személyes biztonsági formulát határoztak meg:
- Ne beszélgess étkezéskor ...
- Ne beszélgess a helyi közlekedés járművein ...
- Ne beszélgess távolsági utazás közben...
- Ne beszélgess a szálláshelyeden ...
- Ne beszélgess otthon/családi körben ...
- Légy óvatos még a saját barakkodon belül is.[33]

Ezekhez a korlátozásokhoz szorosan kapcsolódott az a követelmény, hogy soha ne kérdezz senki mást az ő saját munkájáról, amit az egész országra is alkalmaztak a háború alatt, és plakátokon hirdettek mindenütt azzal a szöveggel, hogy a felelőtlen beszéd életekbe kerül ’’(Careless Talk Costs Lives)’’ . Ez az állapot lényegében érvényben maradt addig, amíg F. W. Winterbotham „Szigorúan titkos” (The Ultra Secret) című könyve 1974-ben meg nem jelent, ami után a Bletchley Parkban korábban dolgozók úgy vélték, hogy feltárhatnak valamit háború alatti tevékenységükből. Az ennél korábbi elhalálozások alapján sok rokon, házastárs és gyermek soha nem értesült többről, mint hogy hozzátartozója valamilyen titkos munkát végzett a Külügyminisztériumnak, vagy a fegyveres erőkben valahol. Sokan még 70 évvel később is a hallgatást választottak.

### Lehallgató állomások

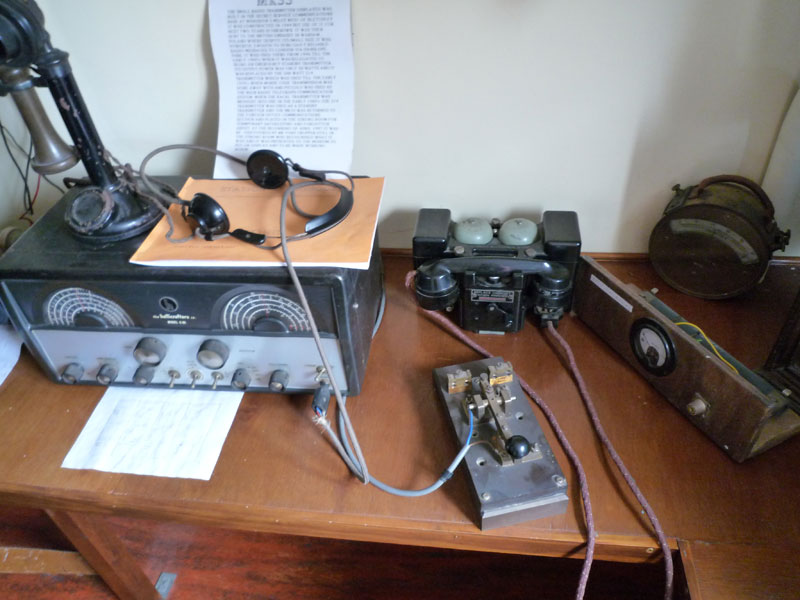
Az „X szoba” eredeti lehallgató berendezése

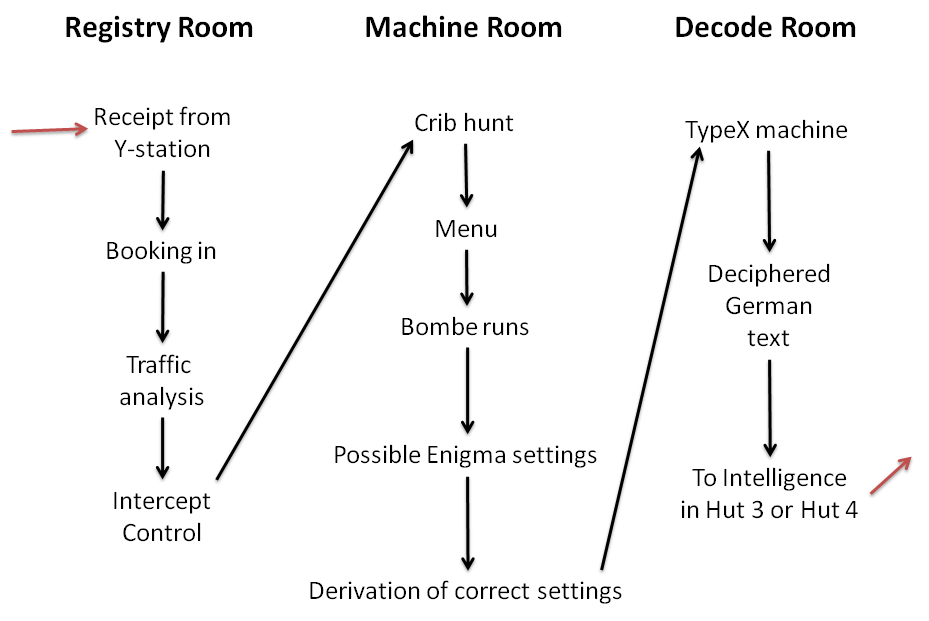
Az elfogott Enigma üzenetek további útja

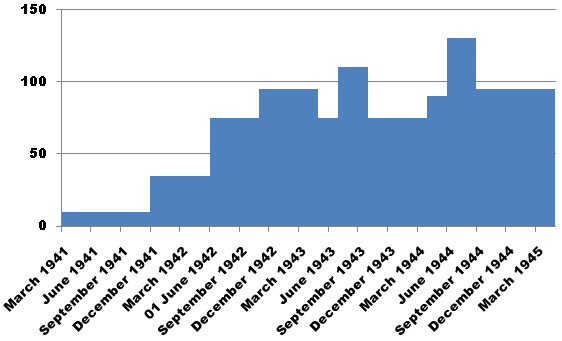
Signals to Commands Abroad – Jelek a külföldi parancsnokságokhoz

Kezdetben egy rádiós szobát rendeztek be a Bletchley Parkban. Az udvarház víztornyában helyezték el és a "Station X" kódnevet kapta, " amely elnevezést ma néha úgy értelmezik, mint a Bletchley Park teljes kódfejtő erőfeszítéseinek összességét. Az "X" a római tízes számra utal, mivel ez volt a titkosszolgálat ilyen jellegű állomásai közül a tizedik. Később áthelyezték a Bletchley Parkból a Whaddon Hall-ba (Buckinghamshire), hogy eltereljék a figyelmet a helyről. A későbbiekben további lehallgató állomásokat (Y-állomások) telepítettek Chiksand-ban (Bedforshire) és Beaumanor Hall-ban (Leicestershire), ahol a háborús hivatal "Y" csoportjának főhadiszállása is helyet kapott, – ezekben gyűjtötték össze a rádiójeleket a Bletchley Parkban történő feldolgozáshoz. A lehallgatott kódolt üzeneteket kézírással jegyezték fel és levélben, motorkerékpáros futárral küldték át a Bletchley Parkba, illetve később teleprinter segítségével. A Bletchley Park elsősorban az Enigmával kódolt üzenetek feltöréséről híres, bár a legjelentősebb teljesítménye inkább a német online teleprinter, a Lorenz-készülék ( GC&CS által Tunny-nak nevezett eszköz) kódrendszerének megfejtése volt.

### Német és olasz jelek

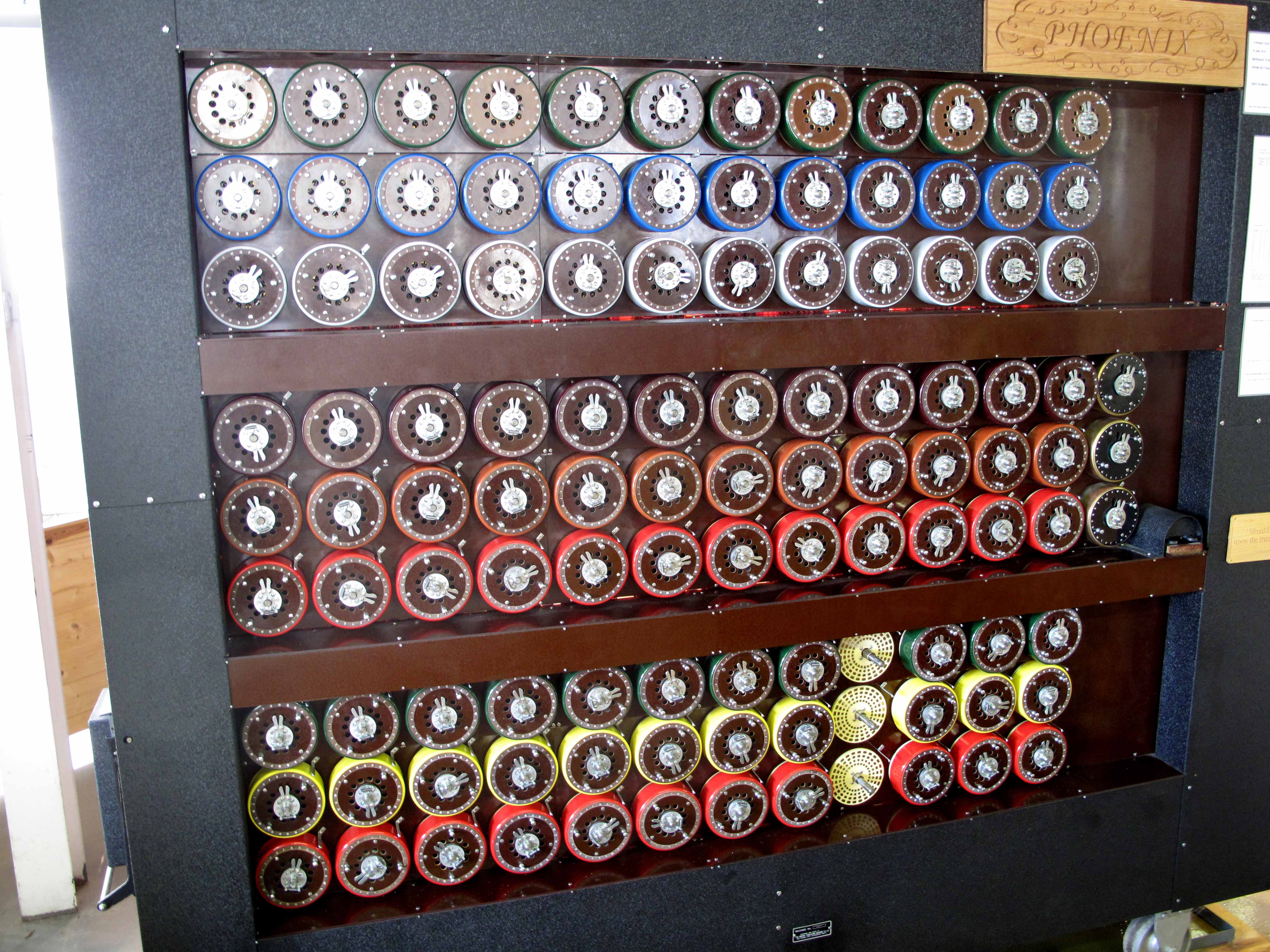
Működőképes Turing „bomba” készülék másolatának előnézete. John Harper számítógép mérnök irányításával készült. Duke of Kent, a Brit Számítógépes Társaság védnöke helyezte hivatalosan üzembe 2008. július 17-én

A mechanikusan kódolt üzenetek többsége, amelyeken a Bletchley Park kódfejtői dolgoztak, az Enigma kódoló készülék néhány variánsának volt a terméke. A második világháború kitörése előtt öt héttel a lengyelországi Varsó-ban a Biuro Szyfrów (Titkos Kódok Irodája) felfedte a német Enigma kódok megfejtésében elért eredményeit a meglepődött francia és angol hírszerzők előtt. A britek a lengyel információs technikákat használták és egy lengyel Enigma másolatot, amelyet a lengyelek megküldtek. Ez nagyban segítette az angolok korábban igen szerény eredményeinek feljavítását az Enigma kódok megfejtésének sikerességében.
A „bomba” elnevezésű készülék egy olyan elektromechanikus eszköz volt, amelynek az volt a funkciója, hogy feltárja a különböző német hadi telekommunikációs hálózatok Enigma kódolóinak néhány napi beállítását. A funkcionális beállítás megtervezését Alan Turing végezte, akinek fontos segítséget nyújtott Gordon Welchman, és a mérnöki munkát Harold 'Doc' Keen a British Tabulating Machine Company–nál végezte Letchworth-ban. Minden készülék nagyjából 2,134 m széles, 1,83 m magas, 0,69 m mély volt és megközelítőleg egy tonnát nyomott.
Tevékenységének csúcspontján a GC&CS mintegy 4000 üzenetet olvasott el naponta. Azzal a veszéllyel számolva, hogy a Bletchley Parkot is lebombázhatják a tömeges német légi bombázások során, öt biztonsági alközpontot létesítettek Adstock-ban, Gayhurst-ben , Wenvedon-ban, Standmore-ban és Eastcote-ban.
A Birodalmi légierő (Luftwaffe) üzenetei vezettek mennyiségben a megfejtettek között. A Német Haditengerészet sokkal szigorúbb módszereket használt, ezért a kódkönyvek megszerzése szükséges volt a kódok megfejtéséhez. Amikor 1942 februárjában a németek egy négytárcsás Enigma készüléket vezettek be az Atlanti-óceánon hajózó tengeralattjárókkal történő rádióforgalmazáshoz, ezek megfejtése tíz hónapra lehetetlenné vált. A britek módosított „bomba” készülékekkel próbálkoztak, de végül az Egyesült Államok Haditengerészetének gépe járt sikerrel, és ez lett a fő forrása az Enigma megfejtett üzeneteinek a háború végéig. Az üzeneteket az Atlanti Óceánon keresztül mindkét irányba teleprinter kapcsolatokon át rejtjelezve továbbították.

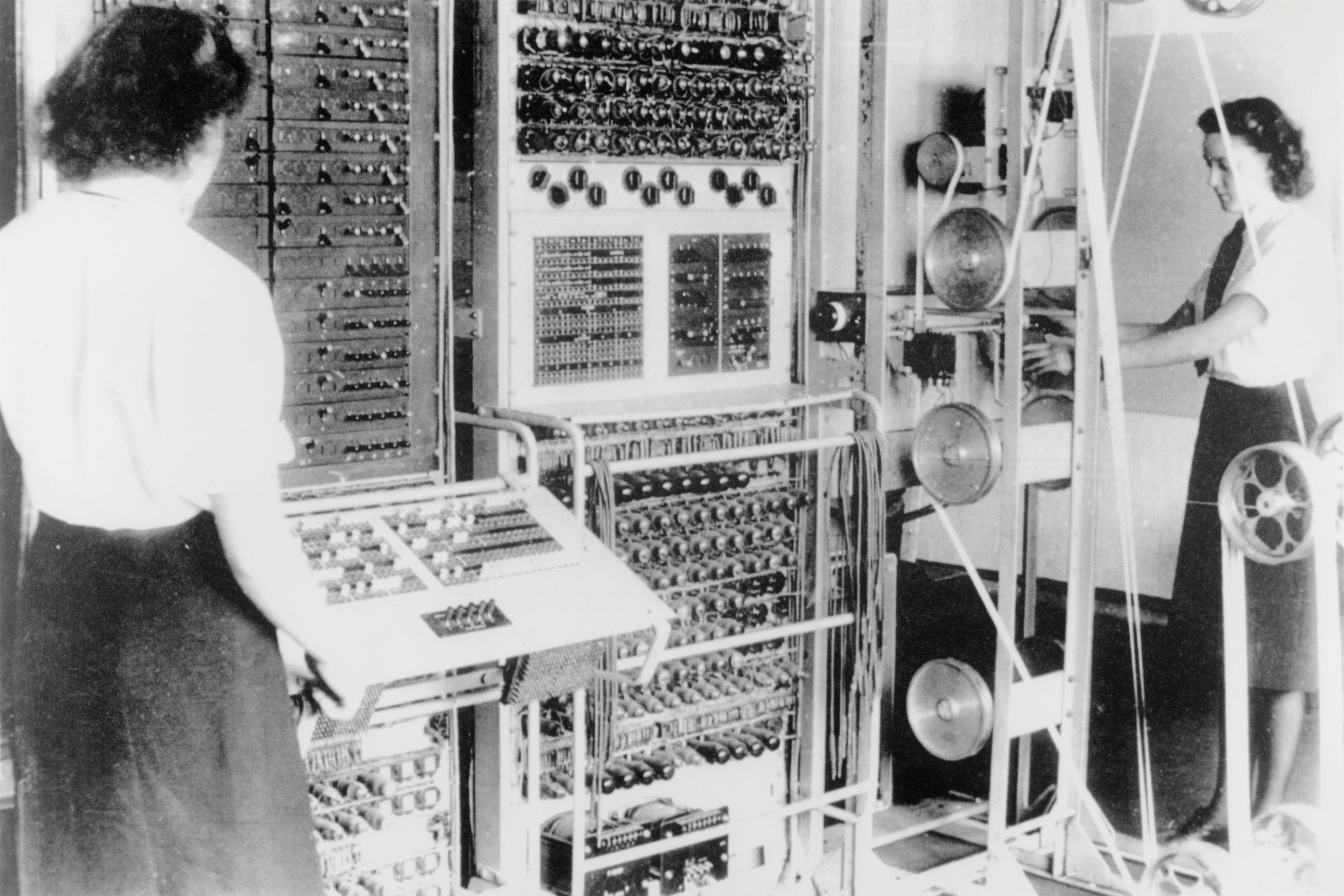
Egy Mark 2 Colossus számítógép. A tíz Colossus számítógép a világ első (félig-)programozható elektronikus számítógépe volt, amelyek közül az elsőt 1943-ban építették meg

### Japán jelek
A Kormány Kódoló és Kódfejtő Iskolájának egy kihelyezett részlegét, a Távolkeleti Kombinált Irodát (Far East Combined Bureau) FECB 1935-ben Hongkongban helyezték el. A részleg személyzete 1940-ben Szingapúrba, majd Colombóba, Ceylonba, Klidinibe, és a kenyai Mombasába költözött át. Sikerült megfejteniük a japán nyelvű kódokat, amiben ügyességüknek és jó szerencséjüknek egyaránt szerepe volt. A hadsereg és a légierő személyzete Szingapúrból a Drótnélküli Távközlés Központba, Delhi, India (Wireless Experimental Center) költözött át.
1942 elején 20 oxfordi és cambridge-i diáknak egy intenzív japán nyelvtanfolyamot indítottak a Szolgálatok Közötti Speciális Hírszerző Iskolában, Bedfordban, amelynek épületei a főposta épületeihez kapcsolódtak. Ezt a tanfolyamot hathavonta megismételték a háború végéig.
Azok, akik elvégezték ezt a tanfolyamot, a japán kódok megfejtésén dolgoztak (7-es barakk) Col. J. Tiltman vezetése alatt. Az 1945-ös év közepére jóval a 100-at meghaladó személyzetet vontak be ebbe a munkába. Munkájukat a FECB-bel (FECB=Far East Combined Bureau) és az Amerikai Egyesült Államok Jelfelderítő Szolgálatával (US Signal intelligence Service) Arlington Hall, Virginia, közösen végezték. Ezeknek a közös erőfeszítéseknek eredményeképpen a Japán Kereskedelmi Flotta 1945. augusztusra 90%-os veszteségeket szenvedett a tengeren. 1999-ben Michael Smith azt írta: „Csak a brit kódfejtők újabb csapata (mint John Tiltman, Hugh Foss és Eric Nave) kezdték lehallgatni, megismerni, majd feltörni a japán kódolók üzeneteit”.

### Kiegészítő épületek

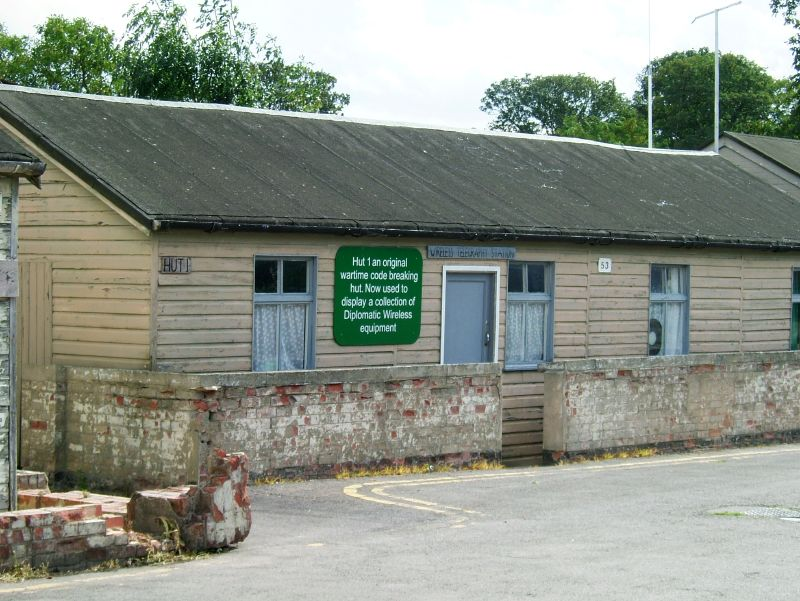
Az 1-es barakk, amely elsőként épült meg

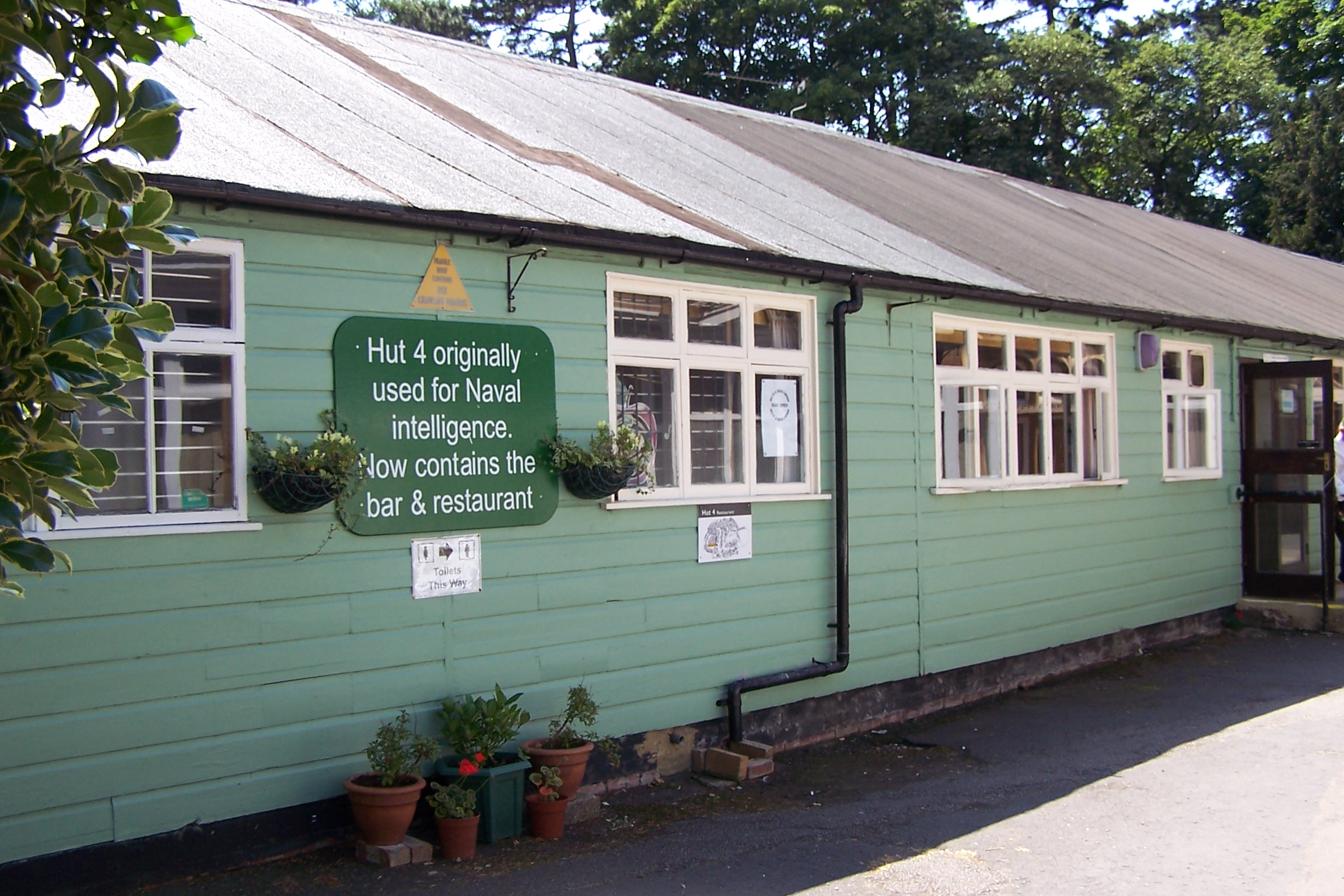
A 4-es barakk az udvarház épülete mellett állt. A háború idején a haditengerészeti hírszerzés használta. Mostanra felújították és a múzeum bárja és étkezője kapott benne helyet

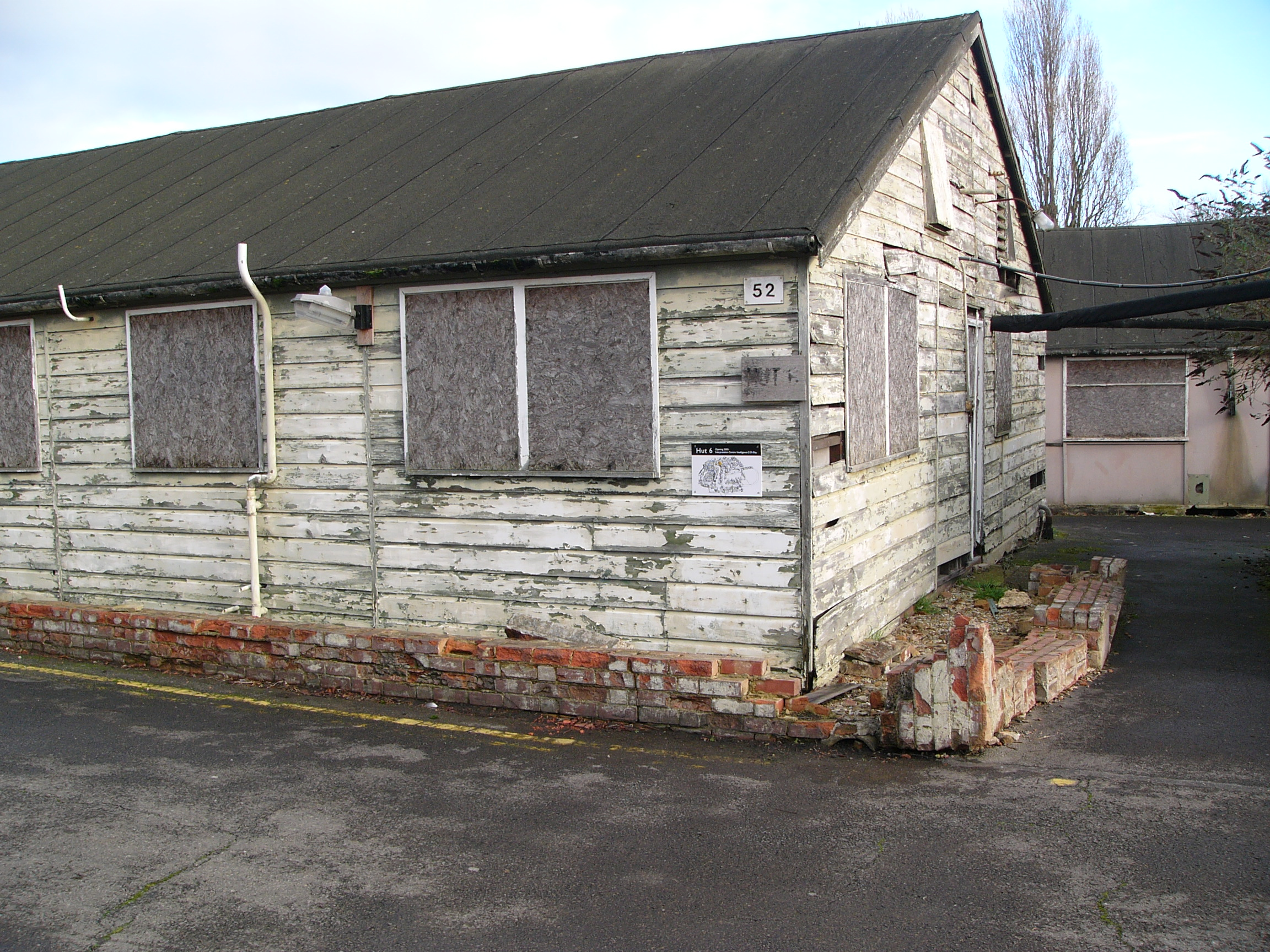
A 6-os barakk 2004-ben

A barakkokat számokkal jelölték; és néhány esetben a számok legalább annyira összekapcsolódtak a barakkon belül folyó tevékenység jellegével, mint magával az épülettel. Emiatt ha egy részleg a barakkból egy nagyobb épületbe költözött, azt még mindig az eredeti barakk kódnevén jelölték. 
Néhány barakk száma és a hozzá kapcsolódó munka jellege,:
- Egyes barakk, 1939-ben épült,[65] rövid ideig a rádióállomást volt benne,[39] később olyan adminisztratív tevékenységek helye lett, mint a szállítás, anyagok átgépelése, és a „Bomba” készülék karbantartásának szervezése. Az első „Bomba” készüléket, a „Victory”-t kezdetben itt helyezték el.[66]
- A kettes barakk pihenőhelyként szolgált
- A hármas barakkban a Szárazföldi Hadsereg és a Légierő hírszerzéséhez végezték a fordításokat és a kódfejtéseket[67]
- A négyes barakkban a tengerészeti hírszerzéshez analizálták és fejtették meg a Tengerészeti Enigma és a C-36 kódoló (Hagelin)[68] üzeneteit[69]
- Az ötös barakk általános katonai célokat szolgált, beleértve a spanyol, a portugál és a német rendőrség kódjainak megfejtését.[70]
- A hatos barakkban a Hadsereg és a Légierő Enigma kódjait fejtették meg[71]
- A hetes barakk a Japán Tengerészeti kódokra és az erről a területről történő hírszerzésre szakosodott[72][73]
- A nyolcas barakk profilja a Tengerészeti Enigma kódjainak megfejtése volt[74]
- A kilences barakkban volt az ISOS (Oliver Strachey hírszerző részleg) ’’(Intelligence Section Oliver Strachey)’’
- A tízes barakkban a Titkos Hírszerző Szolgálat (SIS vagy MI6), és a Légkörfigyelő és Meteorológiai részlegek kaptak helyet[75]
- A tizenegyes barakk volt a „Bomba” épülete[76]
- A tizennégyes barakk volt a Kommunikációs központ[77]
- A tizenötös barakk – SIXTA[78]
- A tizenhatos barakk – ISK (Dilly Knox hírszerzőegység az Abwehr jeleinek dekódolására
- A tizennyolcas barakk – ISOS (Oliver Strachey hírszerzőegység)
- A tizenkilences barakkot jelenleg a 2366 ATC repülőszázad (squadron) használja

A fabarkkok mellett több téglaépület is volt.
- A blokk – Tengerészeti hírszerzés
- B blokk – Az olasz légi és tengerészeti, valamint a japán kódok megfejtése
- C blokk – Itt tárolták az alapvető lyukkártya nyilvántartást/indexet
- D blokk – Az Enigmán végzett munka. A 3, 6 és 8-as barakkokban végzett tevékenység kiegészítése
- E blokk – Bejövő és kimenő rádióforgalmazás és a TypeX (továbbfejlesztett Enigma)
- F blokk – Ebben volt a „Newmanry” és a „Testery”, és a Japán Légierő részlege. Azóta lebontották.
- G blokk – Forgalmazás analízis és megtévesztő műveletek
- H blokk – Lorenz és Colossus készülék (jelenleg a Számítástechnikai Nemzeti Múzeumban)

## A háború után

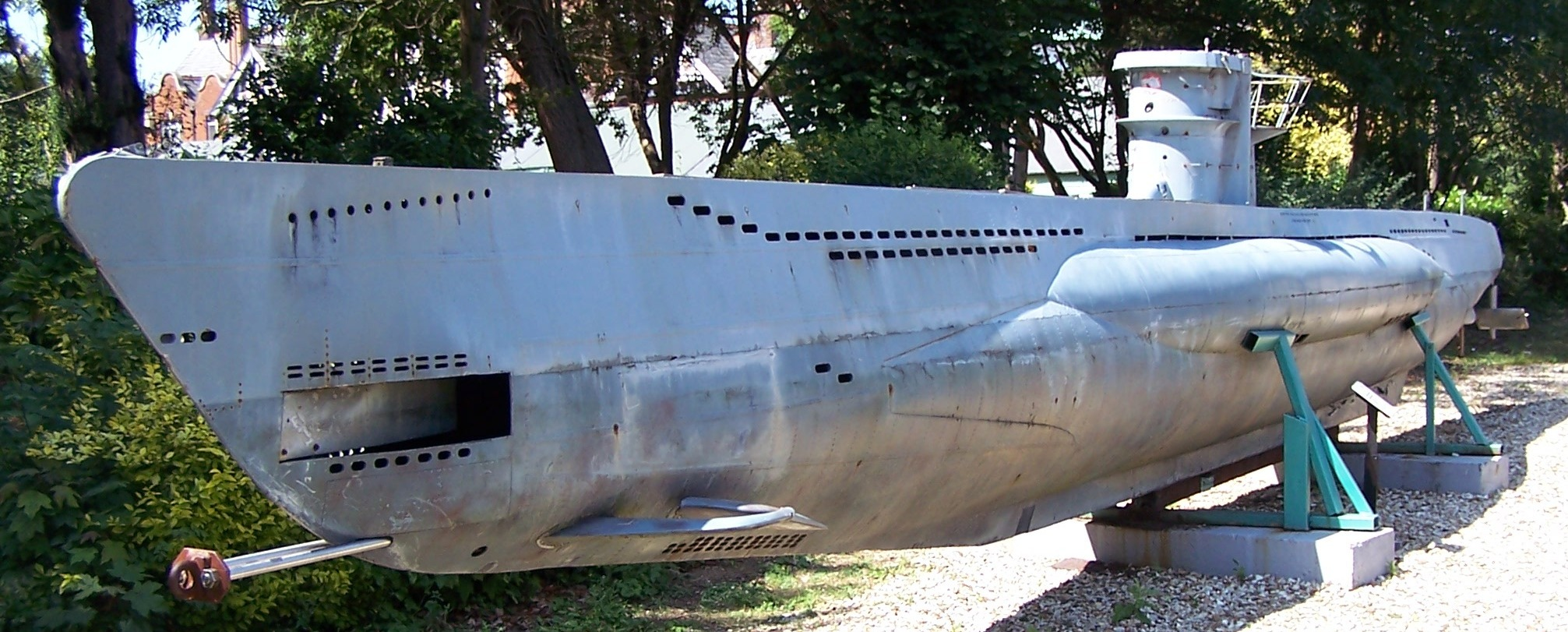
Egy második világháborús német tengeralattjáró (U-hajó) méretarányos modellje, amelyet az Enigma című filmhez használtak, majd a Bletchley Park Múzeumnak adományoztak

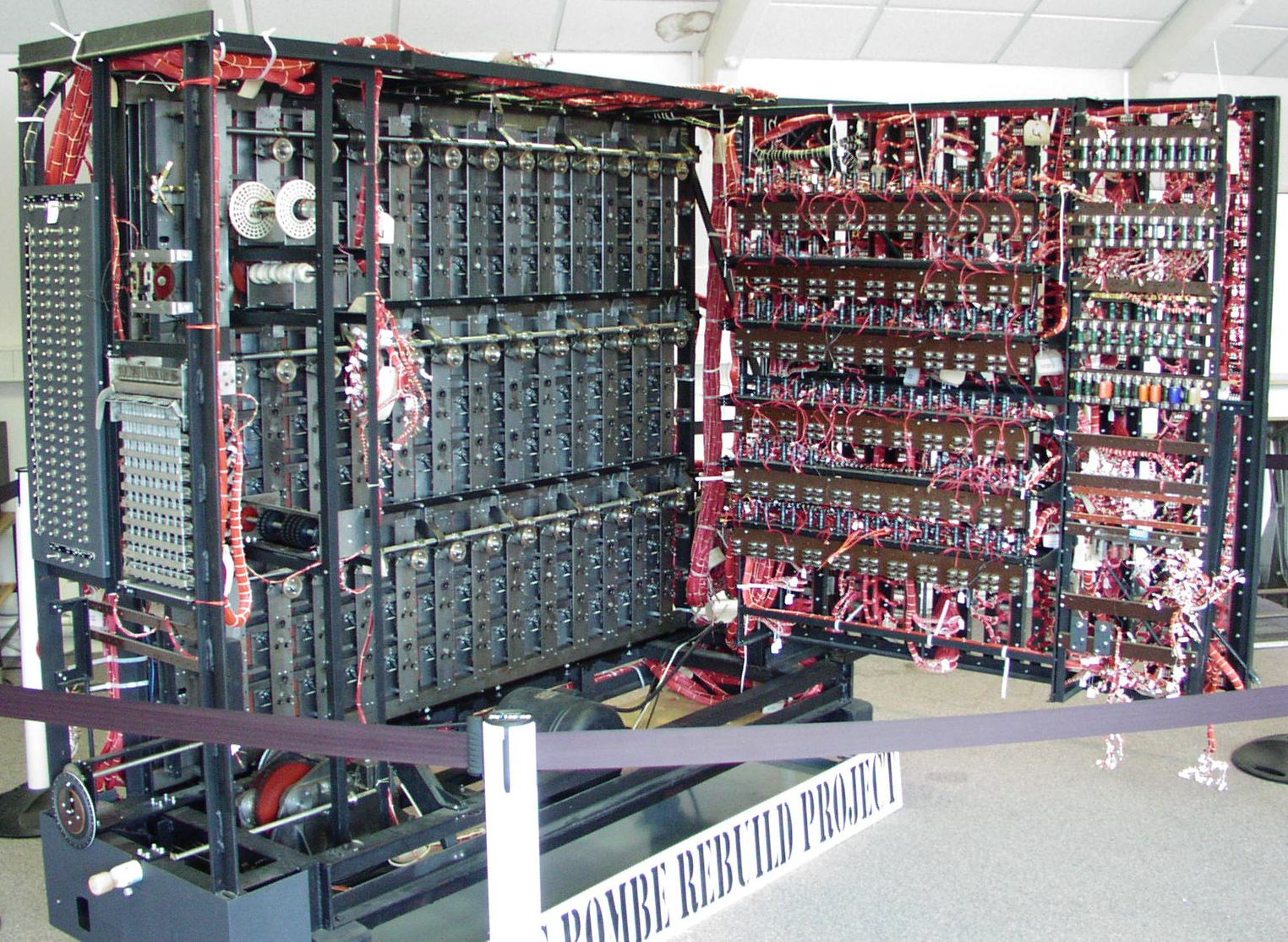
Egy teljes, működő újraépített „Bomba” hátulja

A háború végén nagyon sok berendezést és azok kéknyomatos tervrajzát megsemmisítették. Bár emberek ezrei vettek részt a dekódolási erőfeszítésekben, a Hivatali Titkok Törvénye alapján a résztvevők még évtizedekig hallgattak arról, hogy mit csináltak a háború alatt, és csak az 1970-es években jutottak információk a nyilvánosság tudomására a Bletchley Parkban végzett munkáról. A háborút követően a helynek több tulajdonosa volt, beleértve a Britsh Telecomot, a Polgári Repülésügyi Hatóságot és a PACE-t (A Magántulajdonosok Tanácsadó Testületét ). A GCHQ (A Kormány Kommunikációs Főhadiszállása), amely a GC&CS utódszervezete volt, 1987-ben abbahagyta a Bletchley Parkban folyó kiképző tanfolyamok szervezését. Ez volt a bázisa a Főposta Hivatal (General Post Office; GPO) helyi főigazgatóságának, és a mérnököket és segítőiket itt helyezték el. A Park volt a központja a Keleti Régió képzési központjának és később a nemzeti telekommunikációs (British Telecom; BT) vezetőképző kollégiumnak, amelyet ide Horwood House-ból helyeztek át. Egy tanárképző intézet is működött itt. 1991-re a hely csaknem üres volt, és még az a lehetőség is fennállt, hogy az épületeket lebontják, hogy helyükre új, modern építmények kerüljenek. 1992. február 10-én Milton Keynes Város Tanácsa a Park területének legnagyobb részét védetté nyilvánította. Három nappal később, 1992. február 13-án megalakították a Bletchley Park Gondnokságát, hogy a helyet megtartsák a kódtörők emlékét őrző múzeumként. A hely 1993-ban nyílt meg a látogatók előtt, a múzeummal együtt, amelyet hivatalosan Ő Hercegi Felsége Kent Hercege, mint fővédnök avatott fel 1994 júliusában. 1999. június 10-én a Gondnokság a földtulajdonossal olyan egyezséget kötött, amely a hely felügyeleti jogainak jelentős részét a Gondnokságra ruházta.
A Gondnokság önkéntes alapon működött, és a széles körű nyilvánosságra támaszkodott céljainak megvalósításához. 1998 márciusában Christine Large-ot jelölték ki a Gondnokság Igazgatójául. 2006. március 1-jén a Gondnokság közölte, hogy Simon Greenish-t jelölték ki megbízott igazgatónak, aki Large-al együtt fog dolgozni 2006-ban, 2006 május 1-ig.
2005-ben egy amerikai milliárdos, Sidney Frank 500 000 angol fontot adományozott a Bletchley Park Gondnokságának, hogy Alan Turing emlékének szentelt új tudományos központot alapítsanak ki.
Egy Tony Sale által vezetett munkacsoport hozzákezdett a Colossus számítógép rekonstrukciójához a Számítástechnikai Nemzeti Múzeumban, amely jelenleg a parkban helyezkedik el. Egy másik munkacsoport John Harper számítógépes mérnök vezetésével a „Bomba” újjáépítéséhez fogott hozzá 2006. szeptember 6-án a Gondnokság bemutatta, hogy a „Bomba” újra üzemel.

## A múzeum egyéb tevékenységei
A múzeum otthont ad több más szervezetnek is, nevezetesen a Bletchley Park Tudományos és Innovációs Központnak.

## A Számítástechnikai Nemzeti Múzeum
2008-ban a múzeum egy 25 éves lízingszerződést írt alá arról, hogy a számítástechnika történetének nemzeti múzeuma berendezkedhet a H blokkban. A két intézmény jogilag egymástól független. Ebben a múzeumban van a Tony Sale munkacsoportja által rekonstruált Colossus számítógép, más fontos számítógép-történeti kiállítási tárggyal együtt.

### RSBG Nemzeti Rádióközpont
2008-ban Nagy-Britannia Rádió Társaságának (Radio Society of Great Britain) (RSGB) vezérigazgatója bejelentette, hogy a társaság átköltözik „nyilvános főhadiszállására”, a Bletchley Parkba, beleértve a könyvtárat, a rádióállomást, a múzeumot és a könyvüzletet. Jóllehet az RSBG már 2008 késő nyarától kora őszéig terjedő időszakban szándékozott megnyitni az „RSBG Pavillont”, az erre kiszemelt épület nem volt már helyrehozható állapotban és új épület építése mellett döntöttek, egy másik helyen, 2010 áprilisában. A Nagy-Britannia Rádió Társaságot hivatalosan 2012. július 12-én avatta Ed Vaizey, a kulturális és a Kommunikációs ügyek és a Kreatív Iparágak minisztere.

## Egyéb programok
A Bletchley Park más épületeiben további kiállítások vannak. Ezek közül egyesek csak a hét meghatározott napjain tartanak nyitva,
- Az udvarház maga csoportos látogatásokhoz vasárnaponként van nyitva. Ha nincs privát programja, más napokon is nyitva van.
- A „Bomba” készülék újraépített formában. Ezzel fejtették meg a német Enigma kódoló rejtjelezett jeleit.
- A Churchill gyüjtemény – Winston Churchill emlékek gyűjteménye
- Vetíthető Képek Gyűjteménye – Filmek gyűjteménye, berendezések és egy kis szoba a második világháborús idők filmjeinek rövid bemutatásához
- Játék & és Emlékgyűjtemény az 1930-as évekből: játékkatonák, vasútmodellek, autó- és egyéb járműmodellek, brit farmok és kertek modelljei, egyéb játékok, babák és Teddy mackók
- A Bletchley Park garázsa – a két 1930-as Austin Motor Company által gyártott autóval, amelyeket „A sas leszállt” című 1976-os háborús kalandfilmben használtak
- A Bletchley Park Postahivatala – az 1940-es évek postahivatalának rekonstruált mása, amely a Bletchley Parkban dolgozóknak küldött levelek fedését szolgálta. Az ajándékbolt korlátozott számban kínálja az első napi kiadások borítóit.

## Fordítás
Ez a szócikk részben vagy egészben  a   Bletchley Park című angol Wikipédia-szócikk ezen változatának fordításán alapul.  Az eredeti cikk szerkesztőit annak laptörténete sorolja fel. Ez a jelzés csupán a megfogalmazás eredetét és a szerzői jogokat jelzi, nem szolgál a cikkben szereplő információk forrásmegjelöléseként.